# Humberto Fuentes
Humberto Fuentes Rodríguez (ur. 13 grudnia 1961) – weneuzelski sztangista, reprezentant olimpijski na igrzyskach w Moskwie, Seulu i w Barcelonie.